# George Faulkner
George Faulkner (Dublino, 1699 – Dublino, 30 agosto 1775) è stato un editore e libraio irlandese, noto per aver creato una relazione editoriale con Jonathan Swift e per aver trasformato quella fama in un vasto commercio.Era anche profondamente coinvolto nella discussione sulla violazione di copyright e sulla pirateria, sia creando e combattendo "edizioni irlandesi".

## Biografia

### I primi anni
Nato a Dublino nel 1699, prima di iniziare la sua carriera lavorò assieme all'editore William Bowyer a Londra.

### Il ritorno a Dublino
Faulkner fondò un'editoria nella capitale irlandese assieme a James Hoey nel 1724 e cominciò a stampare il Dublin Journal, un giornale trattante notizie dublinesi e irlandesi. Faulkner pubblicò le Lettere del drappiere (Drapier's Letters) di Jonathan Swift.